# بيشينغا
بيشينغا هي بلدة تقع في أوبلاست مورمانسك، روسيا.يبلغ عدد سكانها 3،188 نسمة (تعداد 2010).